# Otto Almstadt
Otto Almstadt (Einbeck, 25 gennaio 1940 – Dusseldorf, 23 dicembre 2023) è stato uno scultore tedesco.

## Vita e opere
Almstadt ha studiato presso la Werkkunstschule Hannover con Helmut Rogge dal 1960 al 1964. Successivamente è stato allievo di Emil Cimiotti presso la Hochschule für Bildende Künste Braunschweig (HfBK). Dal 1980 al 2003, Almstadt ha ricoperto la carica di professore presso la HAWK Hochschule für angewandte Wissenschaft und Kunst Hildesheim/Holzminden/Göttingen. Dal 2004 vive a Gronau (Leine)-Wallenstedt / Distretto di Hildesheim.
Nel 1971, Almstadt fondò il gruppo Kontakt-Kunst Hildesheim insieme a Moritz Bormann. Sono stati pubblicati cataloghi per quasi tutte le azioni di Kontakt-Kunst. Nel 1980 è stata pubblicata l'antologia KONTAKT-KUNST – 10 anni di azioni del gruppo di scultori di Hildesheim, curata da Almstadt, Moritz Bormann e Hans-Werner Kalkmann (successivamente: Hans-Oiseau Kalkmann).
Il Premio per la civiltà della città di Hildesheim è dotato di una scultura progettata dall'artista Almstadt. Alcune opere di Almstadt sono state rubate.

## Mostre personali
Per le mostre contrassegnate con «K» è stato pubblicato un catalogo.
- 1967 Galerie Groh, Oldenburg
- 1985 BBK Galerie im Künstlerhaus Hannover
- 1988 Kunstverein HildesheimK
- 1990 Galerie der Künstlergruppe arche e.V., Hameln (anche nel 2011)
- 1992 Kunstverein Bad Salzdetfurth
- 2000 Kunstkreis Hameln
- 2001 Kunstverein Bad Salzdetfurth (anche nel 2003)K
- 2015 Kunsthaus Einbeck[5]
- 2022 Otto Almstadt – Sculture di 60 anni, Alte Synagoge, Einbeck[6]

## Premi e borse di studio artistici
- 1963 1º premio Medaglia commemorativa per l'inaugurazione della palestra di Hannover
- 1966 Vincitore del Neues Forum Bremen, Paula-Modersohn-Becker-Haus
- 1976 Premio dell'Associazione delle Industrie Tedesche per il gruppo Kontakt-Kunst Hildesheim; 1º premio al concorso per la fontana della piazza del mercato, Paderborn (con Moritz Bormann)
- 1979 Borsa di studio del Land Bassa Sassonia presso il centro artistico di Bleckede
- 1982 1º premio al concorso "Animali" del gruppo di artigianato artistico di Hildesheim
- 1987 1º premio al concorso per la fontana, Ospedale psichiatrico statale di Moringen
- 1989 1º premio al concorso per la fontana, Mülheim an der Ruhr
- 1991 1º premio al concorso per la caserma Roselies, Braunschweig